# Wereldkampioenschappen skeleton 2008
De wereldkampioenschappen skeleton in 2008 werden gehouden in het Duitse Altenberg van 17 tot en met 23 februari. Het was het 19e kampioenschap en voor de 3e keer werd het gehouden in Altenberg. Net als vorig jaar stonden drie onderdelen op het programma. Tegelijkertijd werden er ook de wereldkampioenschappen bobsleeën afgewerkt.

## Mannen
| Plaats | Sporter               | Land | Run-tijd                    | Positie     | Eindtijd      |
| ------ | --------------------- | ---- | --------------------------- | ----------- | ------------- |
| 1      | Kristan Bromley       | GBR  | 58.13 58.90 58.23 59.45     | 1 2 3 10    | 3:54.71       |
| 2      | Jon Montgomery        | CAN  | 58.33 59.27 58.16 59.63     | 3 10 1 14   | 3:55.39 +0.68 |
| 3      | Frank Rommel          | GER  | 58.46 59.16 58.25 59.58     | 5 6 4 12    | 3:55.45 +0.74 |
| 4      | Florian Grassl        | GER  | 58.15 59.08 58.18 1:00.09   | 2 5 2 17    | 3:55.50 +0.79 |
| 5      | Martins Dukurs        | LAT  | 59.18 58.73 58.93 59.36     | 10 1 6 8    | 3:56.20 +1.49 |
| 6      | Zach Lund             | USA  | 58.43 59.37 59.22 59.26     | 4 15 8 7    | 3:56.28 +1.57 |
| 7      | Sebastian Haupt       | GER  | 58.94 59.36 59.23 59.12     | 8 14 9 3    | 3:56.65 +1.94 |
| 8      | Jeff Pain             | CAN  | 58.65 59.26 58.87 59.98     | 6 9 5 15    | 3:56.76 +2.05 |
| 9      | Aleksandr Tretjakov   | RUS  | 59.12 58.98 59.58 59.22     | 9 3 10 5    | 3:56.90 +2.19 |
| 10     | Adam Pengilly         | GBR  | 59.25 59.04 59.05 59.62     | 11 4 7 13   | 3:56.96 +2.25 |
| 11     | Tomass Dukurs         | LAT  | 59.73 59.27 1:00.18 59.12   | 20 10 13 3  | 3:58.30 +3.59 |
| 12     | Eric Bernotas         | USA  | 59.41 59.2 1:00.66 59.07    | 13 8 15 2   | 3:58.39 +3.68 |
| 13     | Ben Sandford          | NZL  | 58.93 59.49 59.86 1:00.38   | 7 17 11 20  | 3:58.66 +3.95 |
| 14     | Markus Penz           | AUT  | 59.66 59.28 1:00.21 59.56   | 18 12 14 11 | 3:58.71 +4.00 |
| 15     | Michael Douglas       | CAN  | 59.67 59.24 59.97 59.99     | 19 7 12 16  | 3:58.87 +4.16 |
| 16     | Kazuhiro Koshi        | JPN  | 59.35 59.60 1:00.67 59.42   | 12 18 16 9  | 3:59.04 +4.33 |
| 17     | Anthony Sawyer        | GBR  | 59.60 59.37 1:01.58 59.24   | 16 15 20 6  | 3:59.79 +5.08 |
| 18     | Daniel Mächler        | SUI  | 59.47 59.33 1:00.81 1:00.21 | 14 13 17 19 | 3:59.82 +5.11 |
| 19     | Aleksandr Moetovin    | RUS  | 59.93 1:00.47 1:01.11 59.02 | 21 18 1     | 4:00.53 +5.82 |
| 20     | Caleb Smith           | USA  | 59.62 59.97 1:01.42 1:00.12 | 17 19 18    | 4:01.13 +6.42 |
| 21     | Ian Roberts           | NZL  | 1:00.17 1:00.74 1:01.77     | 23 22 23    | 3:02.68       |
| 22     | Masaru Inada          | JPN  | 1:00.05 1:01.23 1:01.62     | 22 24 22    | 3:02.90       |
| 23     | Stefan Mörker         | SUI  | 1:00.28 1:00.93 1:01.90     | 24 23 24    | 3:03.11       |
| 24     | Peter van Wees        | NED  | 1:00.81 1:01.25 1:01.58     | 25 20       | 3:03.64       |
| 25     | Patrick Shannon       | IRL  | 1:01.50 1:01.93 1:03.17     | 27 26 25    | 3:06.60       |
| 26     | In-ho Cho             | KOR  | 1:01.46 1:02.80 1:03.89     | 26 28       | 3:08.15       |
| 27     | Ander Mirambell       | ESP  | 1:01.87 1:02.04 1:04.81     | 28 27 29    | 3:08.72       |
| 28     | Anže Šetina           | SLO  | 1:02.49 1:03.17 1:03.66     | 30 29 26    | 3:09.32       |
| 29     | Ivan Pokos            | CRO  | 1:02.10 1:04.35 1:03.75     | 29 30 27    | 3:10.20       |
| 30     | Pavel Kubík           | CZE  | 1:06.39 1:05.62 1:08.39     | 31 30       | 3:20.40       |
| 31     | Matthias Guggenberger | AUT  | 59.58 1:00.16 dns           | 15 20       |               |

Datum: 21 en 22 februari - 31 sporters gingen van start, evenveel als bij de vorige editie. Na de derde run maakten de 20 besten nog een vierde run.

## Vrouwen
| Plaats | Sporter               | Land | Run-tijd                        | Positie     | Eindtijd       |
| ------ | --------------------- | ---- | ------------------------------- | ----------- | -------------- |
| 1      | Anja Huber            | GER  | 1:00.29 1:02.18 59.60 1:00.71   | 1 6 1 4     | 4:02.78        |
| 2      | Katie Uhlaender       | USA  | 1:00.47 1:02.29 59.89 1:00.43   | 2 7 2       | 4:03.08 +0.30  |
| 3      | Kerstin Jürgens       | GER  | 1:01.15 1:02.31 1:00.46 59.98   | 4 8 7 1     | 4:03.90 +1.12  |
| 4      | Michelle Kelly        | CAN  | 1:00.99 1:01.97 1:00.00 1:01.11 | 3 8         | 4:04.07 +1.29  |
| 5      | Amy Williams          | GBR  | 1:01.94 1:01.57 1:00.08 1:00.53 | 7 1 4 3     | 4:04.12 +1.34  |
| 6      | Mellisa Hollingsworth | CAN  | 1:01.15 1:02.56 1:00.30 1:00.82 | 4 13 5 6    | 4:04.83 +2.05  |
| 7      | Marion Trott          | GER  | 1:01.69 1:02.12 1:00.36 1:00.84 | 6 5 6 7     | 4:05.01 +2.23  |
| 8      | Sarah Reid            | CAN  | 1:03.60 1:01.95 1:00.46 1:00.81 | 12 2 7 5    | 4:06.82 +4.04  |
| 9      | Maggie Davies         | GBR  | 1:02.96 1:02.32 1:00.58 1:02.16 | 9 17        | 4:08.02 +5.24  |
| 10     | Svetlana Troenova     | RUS  | 1:03.19 1:02.37 1:00.69 1:01.78 | 10 13       | 4:08.03 +5.25  |
| 11     | Carla Pavan           | CAN  | 1:02.86 1:02.58 1:01.25 1:01.65 | 8 14 11 10  | 4:08.34 +5.56  |
| 12     | Melissa Hoar          | AUS  | 1:04.72 1:02.08 1:01.40 1:01.78 | 19 4 14     | 4:09.98 +7.20  |
| 13     | Keslie Tomlinson      | USA  | 1:04.42 1:02.42 1:01.44 1:01.79 | 16 11 15    | 4:10.07 +7.29  |
| 14     | Emma Lincoln-Smith    | AUS  | 1:03.27 1:03.81 1:01.49 1:01.57 | 11 20 16 9  | 4:10.14 +7.36  |
| 15     | Michelle Steele       | AUS  | 1:03.63 1:03.53 1:01.31 1:01.68 | 13 17 13 11 | 4:10.15 +7.37  |
| 16     | Olga Korobkina        | RUS  | 1:04.56 1:02.52 1:01.29 1:02.23 | 17 12 18    | 4:10.60 +7.82  |
| 17     | Tionette Stoddard     | NZL  | 1:03.64 1:03.39 1:02.51 1:01.68 | 14 16 20 11 | 4:11.22 +8.44  |
| 18     | Jessica Kilian        | SUI  | 1:04.21 1:03.58 1:01.52 1:02.04 | 15 19 17 16 | 4:11.35 +8.57  |
| 19     | Courtney Yamada       | USA  | 1:04.65 1:03.23 1:02.51 1:02.48 | 18 15 20 19 | 4:12.87 +10.09 |
| 20     | Eiko Nakayama         | JPN  | 1:04.83 1:03.53 1:01.75 1:03.79 | 20 17 18 20 | 4:13.90 +11.12 |
| 21     | Louise Corcoran       | NZL  | 1:05.15 1:05.38 1:02.35         | 22 19       | 3:12.88        |
| 22     | Janine Flock          | AUT  | 1:05.18 1:05.32 1:02.57         | 23 21 22    | 3:13.07        |
| 23     | Michaela Glässer      | CZE  | 1:04.96 1:05.86 1:02.59         | 21 23       | 3:13.41        |
| 24     | Barbara Hosch         | SUI  | 1:06.62 1:06.33 1:03.52         | 25 24 25    | 3:16.47        |
| 25     | Joska Le Conté        | NED  | 1:06.39 1:09.28 1:02.60         | 24 25 24    | 3:18.27        |
| 26     | Te'a Karvinen         | FIN  | 1:08.81 1:09.73 1:04.91         | 26          | 3:23.45        |

Datum: 22 en 23 februari - 26 sporters gingen van start, drie meer als bij de vorige editie. Na drie runs mochten de beste 20 nog een vierde run maken.

## Combinatie
| Plaats | Team                | Sporters                                                                                   | Tijd                          | Rang    | Eindtijd      |
| ------ | ------------------- | ------------------------------------------------------------------------------------------ | ----------------------------- | ------- | ------------- |
| 1      | Duitsland           | Sebastian Haupt Bobteam Sandra Kiriasis Anja Huber Bobteam Matthias Höpfner                | 59.74 58.89 1:01.85 56.72     | 2 1     | 3:57.20       |
| 2      | Canada              | Jon Montgomery Bobteam Kaillie Humphries Michelle Kelly Bobteam Lyndon Rush                | 1:00.19 59.00 1:02.52 57.27   | 4 3 4 3 | 3:58.98 +1.78 |
| 3      | Verenigde Staten    | Zach Lund Bobteam Erin Pac Katie Uhlaender Bobteam Steven Holcomb                          | 59.62 1:00.07 1:02.22 57.16   | 1 5 2   | 3:59.07 +1.87 |
| 4      | Verenigd Koninkrijk | Anthony Sawyer Bobteam Nicole Minichiello Amy Williams Bobteam John Jackson                | 1:00.23 58.74 1:02.27 58.27   | 5 1 3 6 | 3:59.51 +2.31 |
| 5      | Rusland             | Aleksandr Tretjakov Bobteam Viktoria Tokowaia Svetlana Troenova Bobteam Dmitri Abramovitsj | 1:00.17 1:00.85 1:03.66 57.28 | 3 6 5 4 | 4:01.96 +4.76 |
| 6      | Zwitserland         | Daniel Mächler Bobteam Sabina Hafner Jessica Kilian Bobteam Daniel Schmid                  | 1:00.27 59.66 1:05.52 57.43   | 6 4 6 5 | 4:02.88 +5.68 |

Datum: 18 februari 2008 - Zes teams gingen van start.

## Medailleklassement
| Plaats | Land                | Goud | Zilver | Brons | Totaal |
| ------ | ------------------- | ---- | ------ | ----- | ------ |
| 1.     | Duitsland           | 2    | -      | 2     | 4      |
| 2.     | Verenigd Koninkrijk | 1    | -      | -     | 1      |
| 3.     | Canada              | -    | 2      | -     | 2      |
| 4.     | Verenigde Staten    | -    | 1      | 1     | 2      |